# Zwölf-Apostel-Kirche (Berlin)

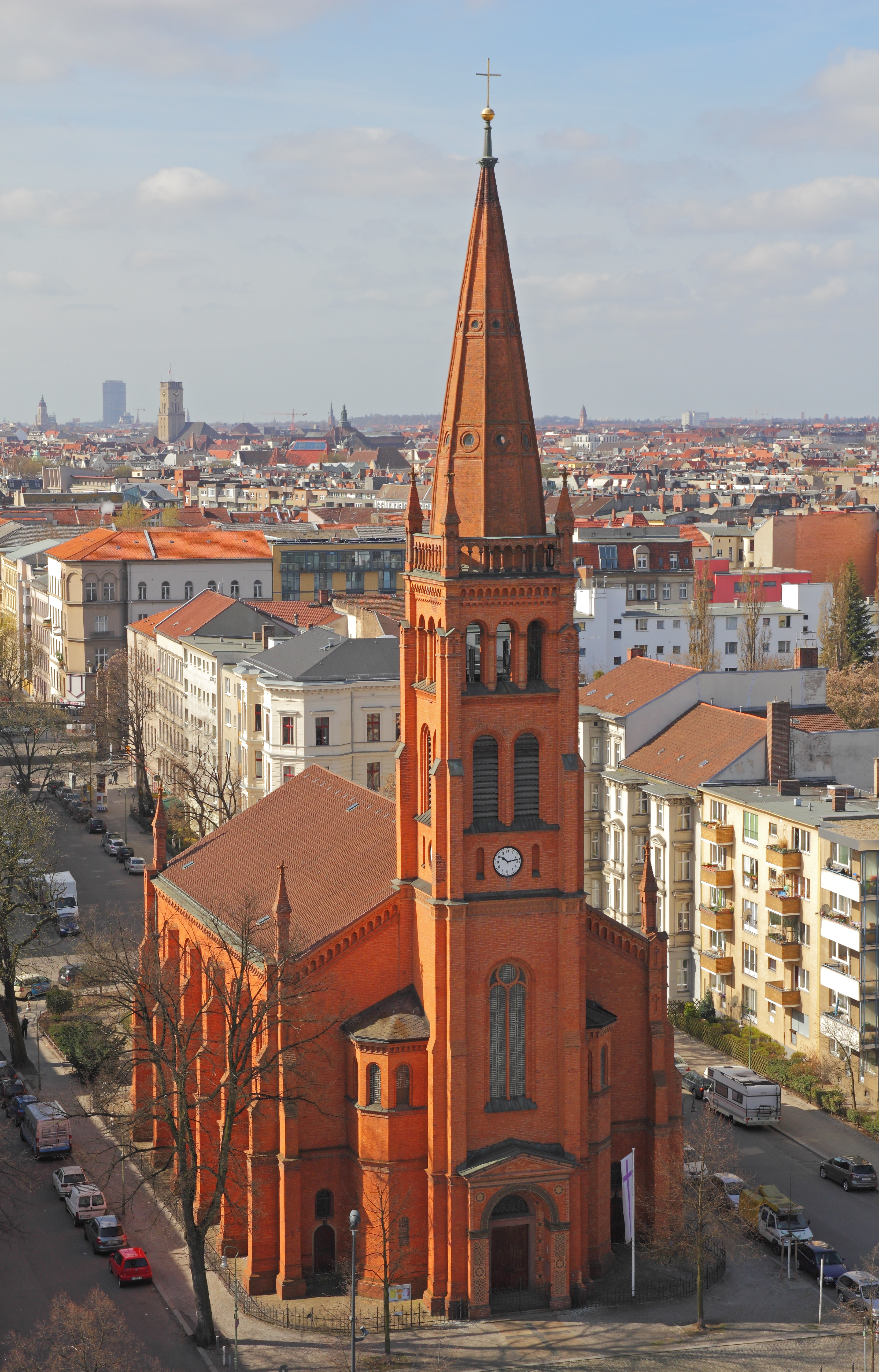
Zwölf-Apostel-Kirche in
Berlin-Schöneberg

Die Zwölf-Apostel-Kirche ist die Kirche der evangelischen Zwölf-Apostel-Gemeinde im Berliner Ortsteil Schöneberg. Kirche und Gemeinde gehören zur Evangelischen Kirche Berlin-Brandenburg-schlesische-Oberlausitz (EKBO).

## Lage
Die Kirche mit ihrem 57 Meter hohen Turm entstand 1871–1874 nach Plänen von Friedrich August Stüler. Sie steht ganz im Norden Schönebergs fast direkt an der Kurfürstenstraße in der Nähe des Nollendorfplatzes und ist nach Süden statt nach Osten ausgerichtet. Das zugehörige Gemeindegebiet umfasst neben dem Norden Schönebergs auch große Teile des Tiergartens bis zur Siegessäule, dem Bundeskanzleramt, Kulturforum und Potsdamer Platz. Zur Gemeinde gehören weiterhin zwei kulturhistorisch bedeutsame Kirchhöfe Berlins, der Alte Zwölf-Apostel-Kirchhof und der Alte St.-Matthäus-Kirchhof. Zudem gründete die Gemeinde 1883 den Neuen Zwölf-Apostel-Kirchhof.

## Geschichte
Im Mai 1862 hatten die Kirchenbehörden Berlins beschlossen, auf dem Gebiet zwischen dem späteren Landwehrkanal und dem Dorf Schöneberg ein neues Kirchengebäude und die Gemeinde einzurichten, die am 6. April 1864 durch Ordre von Wilhelm I. den Namen Zwölf-Apostel-Kirche nach den zwölf Jüngern Christi erhielt. Bereits 1865 konnte eine Interimskirche mit 500 Plätzen in Betrieb genommen. Der Bau der heutigen Zwölf-Apostel-Kirche wurde am 25. Juli 1870 von Wilhelm I. angeordnet, die Baugenehmigung am 22. April 1871 erteilt und am 23. Oktober desselben Jahres erfolgte in Anwesenheit des Kaisers die Grundsteinlegung. Die Pläne für den Bau hatte der bereits 1865 verstorbene Stüler gezeichnet, die Ausführung übernahm Hermann Blankenstein. Die Vollendung des Baus erfolgte 1874 durch Julius Emmerich. Die erste Orgel lieferte die Firma Dinse.
Bereits im Jahr 1880 war die Gemeinde so sehr angewachsen, dass die Kirche nicht mehr ausreichte und die Gemeindeleitung beantragte, eine weitere Kirche zu bauen. Im vierten Anlauf, 1887, gab die Stadt Berlin diesem Antrag statt und 1894 konnte die Lutherkirche auf dem Dennewitzplatz als Ausgründung der Zwölf-Apostel-Kirche eingeweiht werden.
Im Ersten Weltkrieg musste die Kirchengemeinde zwei der drei bronzenen Kirchenglocken als Metallspende des deutschen Volkes zur Herstellung von Kriegsgerät abliefern. Im Jahr 1924 konnte die Apostelgemeinde drei neugegossene Eisenhartguss-Glocken einweihen und in den Turm aufziehen.
In der Zeit des Nationalsozialismus tobte der Kirchenkampf auch in dieser Kirche, Adolf Kurtz war von 1922 bis 1948 Pfarrer der Zwölf Apostel-Gemeinde und Mitglied der Bekennenden Kirche. Am 22./23. November 1943 hatten Bombenabwürfe zu schweren Schäden an dem Gotteshaus geführt, unter anderem waren die Fenster zu Bruch gegangen und das Dach beschädigt worden. Gleich nach Kriegsende begann die Kirchengemeinde mit dem Wiederaufbau des Hauses. Da aber neues Glas für die Fenster nicht zu erhalten war, kamen die Kirchenleitung und die Fabrikanten der nahe gelegenen Spirituosenfabrik Gilka, auf die Idee, die Fensterflächen durch aufgemauerte rechteckige Gin-Flaschen zu ersetzen. Dafür spendete die Firma rund 5000 leere Flaschen. Nach den erfolgten Reparaturen weihte Bischof Otto Dibelius die Kirche am 17. November 1946 wieder ein. Die Ginflaschen sind in den Emporenfenstern der Seitenschiffe und an einigen anderen Stellen erhalten und stehen seit den 1990er Jahren unter Denkmalschutz. Wegen dieser Fenster hat die Kirche bei den Anwohnern auch den Spitznamen „Gin-Kirche“.
In den folgenden Jahren wurde die Kirche nach und nach renoviert und umgestaltet. Im Jahr 1968 ersetzte ein Orgel-Neubau der Berliner Orgelbauwerkstatt Karl Schuke die nicht mehr sanierungsfähige historische Dinse-Orgel. Ab 1979 wurden die drei großen Fenster in der Apsis und die unteren Fenster der Seitenschiffe und in die Sakristei links des Altarraums durch künstlerische Ausführungen ersetzt. Eine Renovierung des äußeren Gebäudes fand in den späten 1980er Jahren statt, das gesamte Kircheninnere konnte in den Jahren 1991–1993 ebenfalls erneuert werden.
Nach dem Mauerfall nahmen die Probleme durch den schon lang existierenden Straßenstrich auf der Kurfürstenstraße und den damit zusammenhängenden Drogenhandel immer mehr zu. Seit 1991 engagiert sich die Gemeinde daher mit dem Verein Mittwochs-Initiative e. V. in der AIDS-Prävention und bietet Spritzentausch und Kondomausgabe für Drogenabhängige und Prostituierte.
Im Jahr 2000 übertrug die Stadt Berlin der Zwölf-Apostel-Gemeinde große Teile des ehemaligen Gemeindegebiets sowie den historisch bedeutenden Kirchhof der St.-Matthäus-Kirche auf dem Kulturforum, die zur Kulturstiftung St. Matthäus umgewandelt worden war. So umfasst das Gemeindegebiet seitdem eine Fläche weit über den Landwehrkanal hinaus bis zum Potsdamer Platz, das Bundeskanzleramt und die Siegessäule.
Die zur hochkirchlichen Bewegung zählende ökumenische Rogate-Initiative hält als Gastgemeinde seit 2008 teils wöchentlich werktags in der Kirche Andachten und Gottesdienste ab. Das aus ihr hervorgegangene Rogate-Kloster Sankt Michael gründete sich am 29. September 2010 in der Zwölf-Apostel-Kirche. Die Kirchenleitung der Evangelischen Kirche Berlin-Brandenburg-schlesische-Oberlausitz hat das Kloster am 14. Juni 2013 approbiert und als geistliche Gemeinschaft anerkannt.

## Baubeschreibung

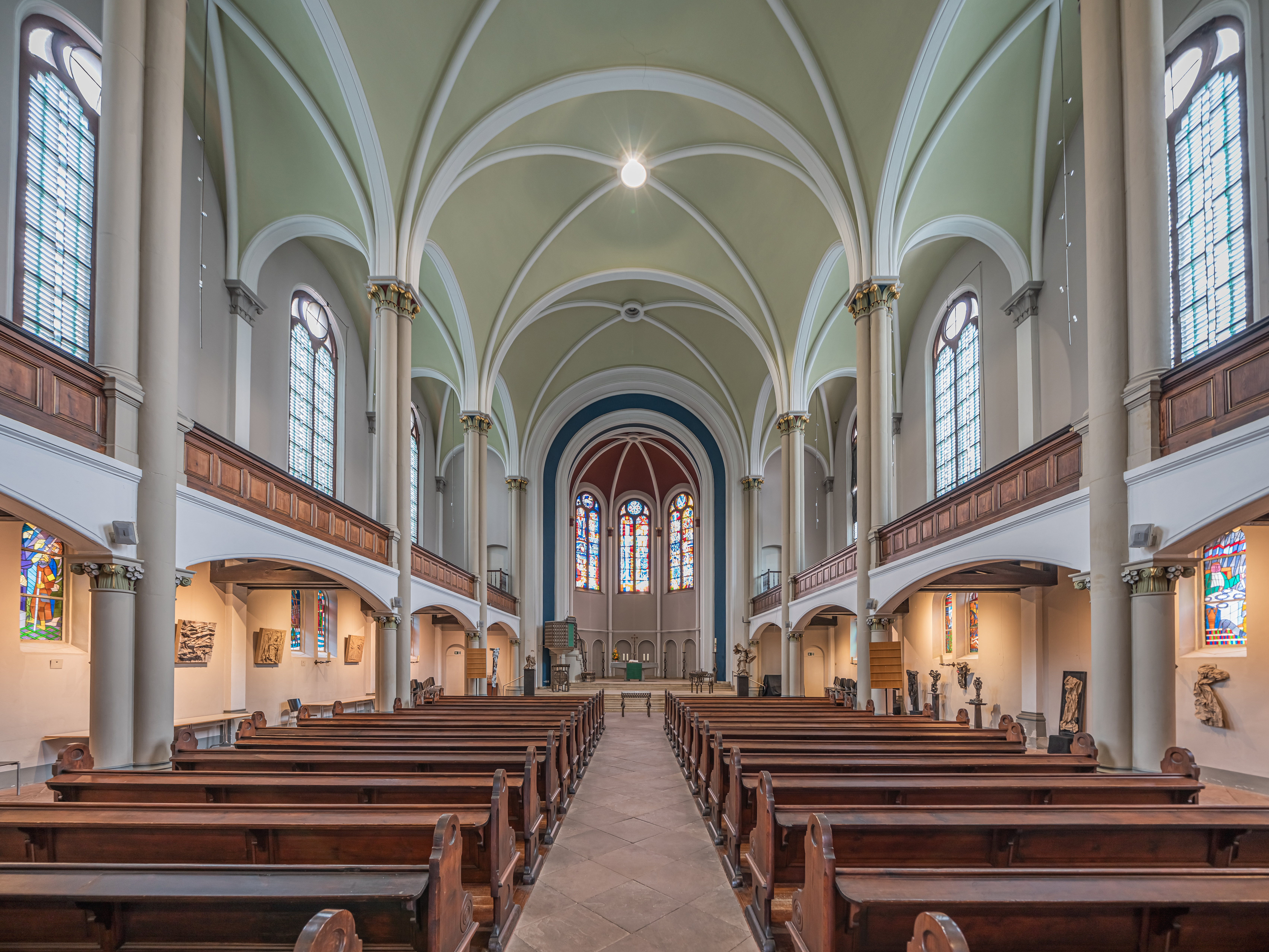
Innenraum

Stüler hatte einen neugotischen Bau mit einem rechteckigen Grundriss ohne Querschiff entworfen. Unter Verantwortung von Hermann Blankenstein erfolgten leichte Stilabwandlungen, sodass das Bauwerk nun eher dem Rundbogenstil zugeordnet werden kann. Die dreischiffige Hallenkirche (ein Hauptschiff, zwei Seitenschiffe) ist ein Backstein-Bau mit einem von Treppentürmen flankierten spitzen Mittelturm. Der 57 Meter hohe Kirchturm ist mit einem gemauerten Oktogonalhelm abgeschlossen. Das Kirchengebäude wurde mit blassrosa Klinkern verblendet.
Das Kircheninnere erhält sein Tageslicht durch hohe rundbogige zweiteilige Fenster, die jeweils mit einem Okulus abgeschlossen sind.
Die Orgel steht auf der Nordempore, an die sich beiderseits Emporen anschließen. Anfänglich hing von der Mitte des Kreuzrippengewölbes ein großer runder Kronleuchter herab. In der Chor-Apsis gab es eine hochragende Kanzel und einen Altar mit großem Kruzifix.
Die Chorfenster, die Fenster der ehemaligen Sakristei (heute Kapelle) und die der unteren Seitenschiffe sind nach Entwürfen des Berliner Malers Alfred Kothe (1925–1995) von der Kunstglaserei Detlev Graw gefertigt worden; sie wurden zwischen 1960 und 1992 in das Gotteshaus eingebaut. Die bleigefassten Farbglasfenster stellen unter anderem die namensgebenden 12 Apostel sowie die Weihnachtsgeschichte dar, in die der Maler auch eine Katze „hineingeschummelt“ hat.
Der Kirchenraum bietet Sitzplätze für 840 Besucher.

## Orgel

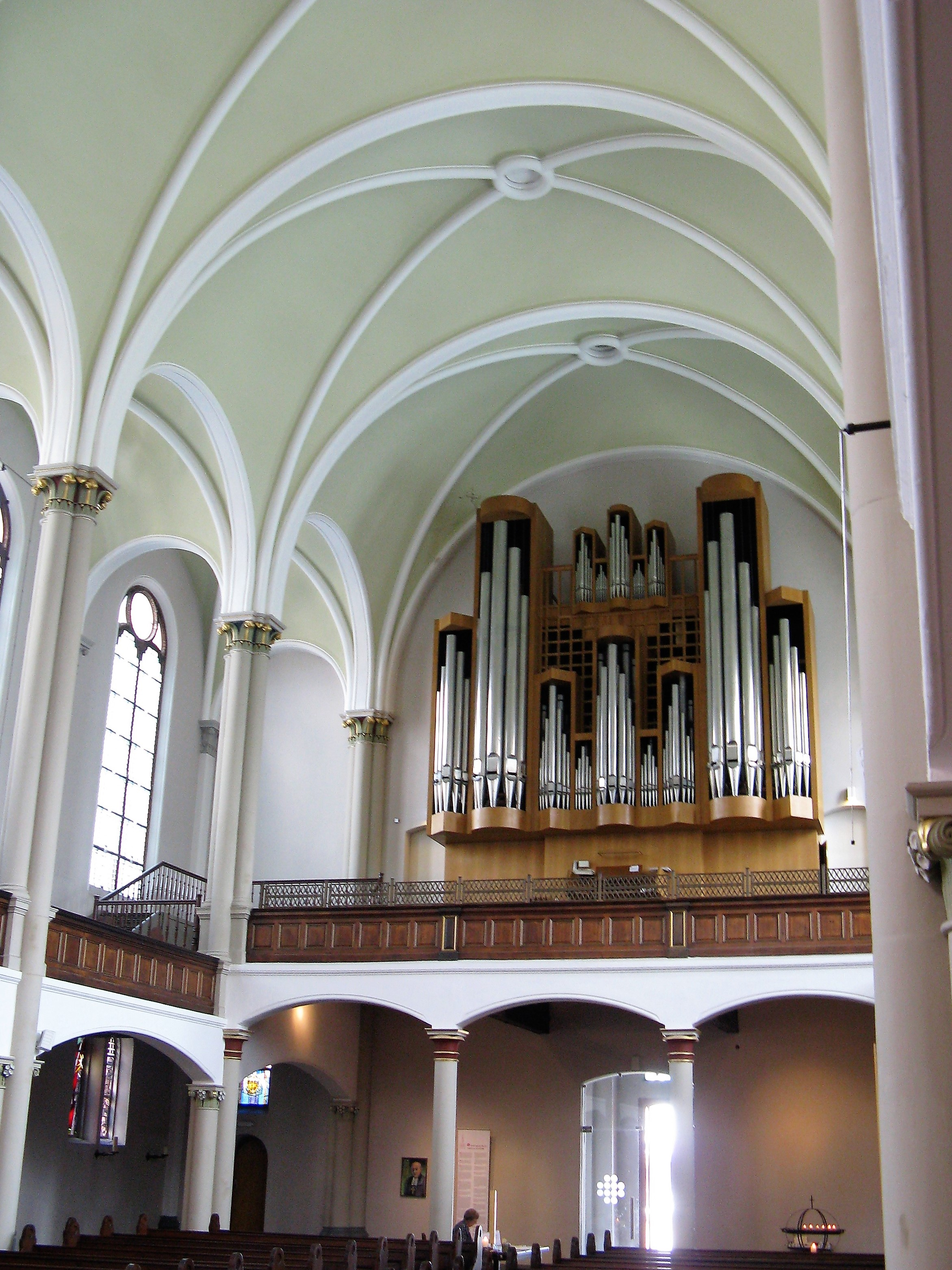
Blick zur Orgel

Die aktuelle Orgel der Kirche wurde 1968 in der Berliner Orgelbauwerkstatt Karl Schuke gebaut. Sie zählt mit 40 Registern auf drei Manualen und Pedal zu den großen Orgeln dieser Firma in Berlin. ist der Tradition des Orgelbewegung verpflichtet, integriert aber Elemente der französisch-romantischen Orgelbautradition. Im Zusammenhang mit der Kirchenrenovierung 1991–1993 wurde das Instrument generalüberholt und um ein Register sowie eine Setzeranlage erweitert.
Orgeldisposition:
| 01. | Koppelflöte  | 08′     |
| 02. | Spitzgambe   | 08′     |
| 03. | Prinzipal    | 04′     |
| 04. | Flauto douce | 04′     |
| 05. | Quintflöte   | 02 ⁄3′  |
| 06. | Nachthorn    | 02′     |
| 07. | Terz         | 01 3⁄5′ |
| 08. | Quinte       | 01 ⁄3′  |
| 09. | Mixtur V     | 02′     |
| 10. | Cor anglais  | 16′     |
| 11. | Oboe         | 08′     |
|     | Tremulant    |         |

| II Hauptwerk C–a3 |                       |        |
| 12.               | Rohrflöte             | 16′    |
| 13.               | Prinzipal             | 08′    |
| 14.               | Spielflöte            | 08′    |
| 15.               | Oktaven               | 04′    |
| 16.               | Rohrflöte             | 04′    |
| 17.               | Nassat                | 02 ⁄3′ |
| 18.               | Oktave                | 02′    |
| 19.               | Mixtur IV–VI          |        |
| 20.               | Cornett III–V (ab f0) | 08′    |
| 21.               | Trompete              | 08′    |

| 22. | Holzgedackt     | 08′    |
| 23. | Prinzipal       | 04′    |
| 24. | Violflöte       | 04′    |
| 25. | Spitzgedackt    | 04′    |
| 26. | Prinzipal       | 02′    |
| 27. | Sesquialtera II | 02 ⁄3′ |
| 28. | Sifflöte        | 01′    |
| 29. | Scharff III     |        |
| 30. | Musette         | 08′    |
|     | Tremulant       |        |

| 31. | Prinzipal    | 16′ |
| 32. | Subbass      | 16′ |
| 33. | Oktave       | 08′ |
| 34. | Gedackt      | 08′ |
| 35. | Hohlflöte    | 04′ |
| 36. | Nachthorn    | 02′ |
| 37. | Hintersatz V |     |
| 38. | Posaune      | 16′ |
| 39. | Fagott       | 08′ |
| 40. | Klarine      | 04′ |

- Koppeln: I/II, III/II, I/P, II/P, III/P
- Spielhilfen: 32-fache elektronische Setzeranlage

## Glocken
Nachdem 1917 zwei Glocken aus Bronze zur Einschmelzung für Kriegszwecke beschlagnahmt worden waren, wurden 1923 vom Bochumer Verein drei Stahlglocken neu gegossen, die im Februar 1924 feierlich geweiht wurden. Auf Grund ihres Materials haben sie den Zweiten Weltkrieg unbeschadet überstanden.
| Glocke | Schlagton | Gewicht    | Durchmesser |
| ------ | --------- | ---------- | ----------- |
| 1      | e′        | ca. 940 kg | 1350 mm     |
| 2      | g′        | ca. 520 kg | 1130 mm     |
| 3      | b′        | ca. 300 kg | 0950 mm     |

## Gemeindesituation im 21. Jahrhundert
Die Zwölf-Apostel-Kirche ist das Zentrum einer Gemeinde im Spannungsfeld zwischen Kulturforum, Straßenstrich an der Kurfürstenstraße und dem Regenbogenkiez südlich des Nollendorfplatzes. Die Aktivitäten reichen von Obdachlosenarbeit über Seelsorge bis hin zu Veranstaltungsreihen wie der überregional beachteten „Berliner Politikerkanzel“. entstanden in Zusammenarbeit von Gemeinde und Rogate-Initiative.
Einen Schwerpunkt der Gemeinde bildet die Kirchenmusik. Der Zwölf-Apostel-Chor, in dem über 50 Sänger mitwirken, wurde unter der Leitung von Kantor Christoph Hagemann um einen Kurs zum Notenlesen und Blattsingen, regelmäßige Stimmbildung und einen Einsteiger- und einen Kammerchor erweitert. Das Ensemble hat 2009 eine erste CD mit Händels Messiah aufgenommen. Als weitere Ensembles sind Männer-Minne, der erste schwule Männerchor Berlins, Der Straßenchor, ein Projekt von Stefan Schmidt unter Begleitung von ZDFneo, und der Kammerchor vocal-concertisten für Proben und Konzerte in der Zwölf-Apostel-Gemeinde zu Gast.